# Pontmain
Pontmain ist eine französische Gemeinde mit 808 Einwohnern (Stand: 1. Januar 2022) im Département Mayenne in der Region Pays de la Loire. Sie gehört zum Arrondissement Mayenne und zum Kanton Gorron. Die Einwohner werden Pontaminois genannt.

## Geographie
Pontmain liegt etwa 48 Kilometer nordnordwestlich von Laval. Umgeben wird Pontmain von den Nachbargemeinden La Bazouge-du-Désert im Westen und Norden, Landivy im Nordosten, Saint-Mars-sur-la-Futaie im Osten sowie Saint-Ellier-du-Maine im Süden.

## Bevölkerungsentwicklung
| Jahr                       | 1962 | 1968 | 1975 | 1982 | 1990 | 1999 | 2006 | 2019 | 2016 |
| Einwohner                  | 661  | 659  | 969  | 945  | 935  | 893  | 879  | 813  | 848  |
| Quellen: Cassini und INSEE |      |      |      |      |      |      |      |      |      |

## Wallfahrtsort
Der Ort ist ein Wallfahrtsort, bekannt durch eine von der katholischen Kirche anerkannte Marienerscheinung. Am 17. Januar 1871, so schilderten es zunächst zwei Brüder aus Pontmain, Eugène und Joseph Barbedette, dann auch fünf weitere Kinder, darunter Françoise Richer und Jeanne-Marie Lebossé, hätten sie die Jungfrau Maria am Himmel gesehen. Diese Nachricht verbreitete sich schnell, schon wenige Monate später strömten täglich 3000 bis 4000 Pilger nach Pontmain. Die angebliche Marienerscheinung wurde am 2. Februar 1872 durch den Bischof von Laval, Casimir-Alexis-Joseph Wicart, anerkannt.
In der Folge wurde zwischen 1873 und 1877 die Kirche Notre-Dame de Pontmain errichtet. Im Jahre 1900 wurde sie in den Rang einer Basilika erhoben.
2017 kamen rund 300.000 Pilger nach Pontmain.

## Sehenswürdigkeiten
- Basilika Notre-Dame de l’Espérance
- Kirche Saint-Simon-Saint-Jude
- Museum für zeitgenössische Kunst

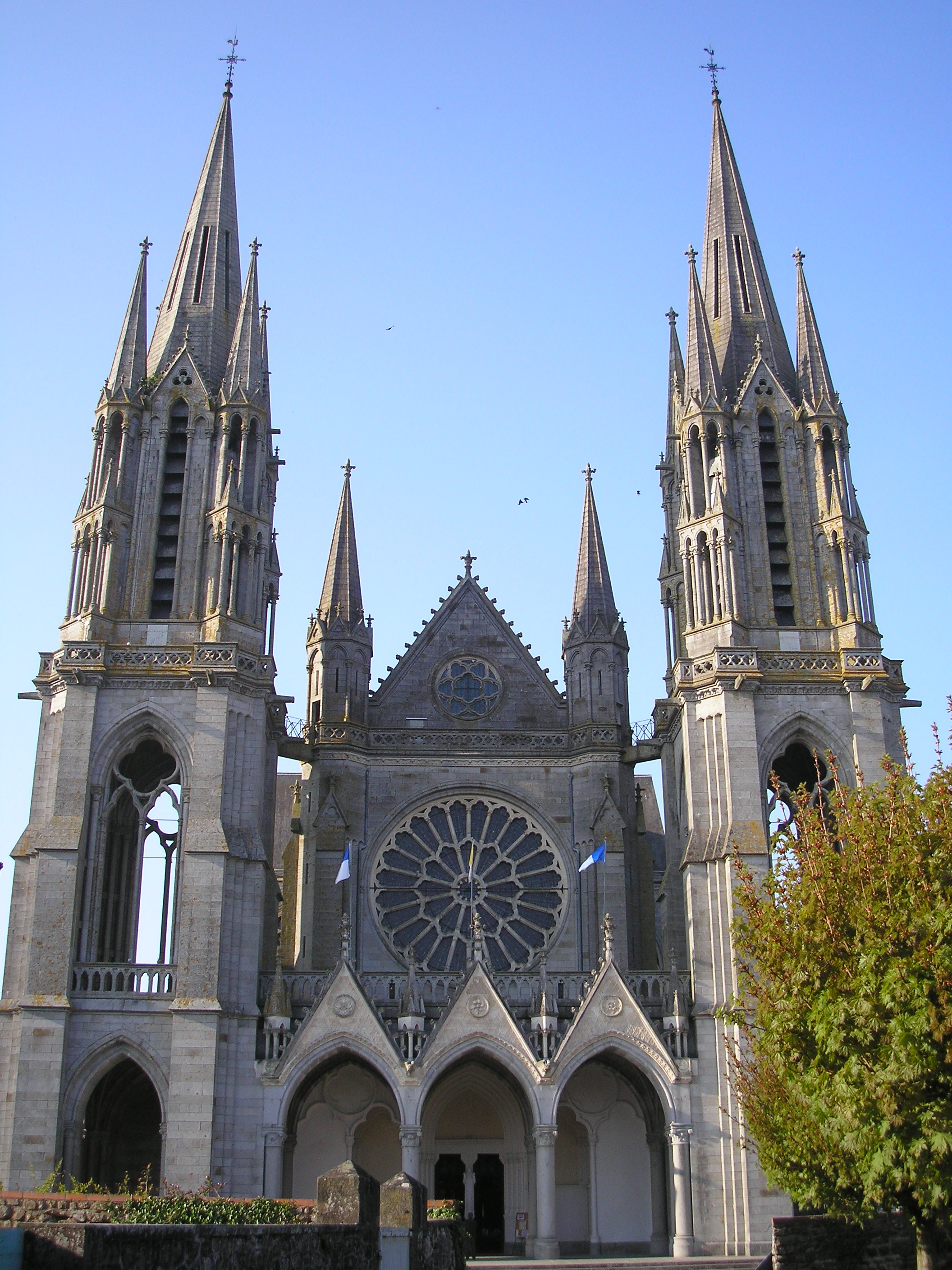
Basilika Notre-Dame
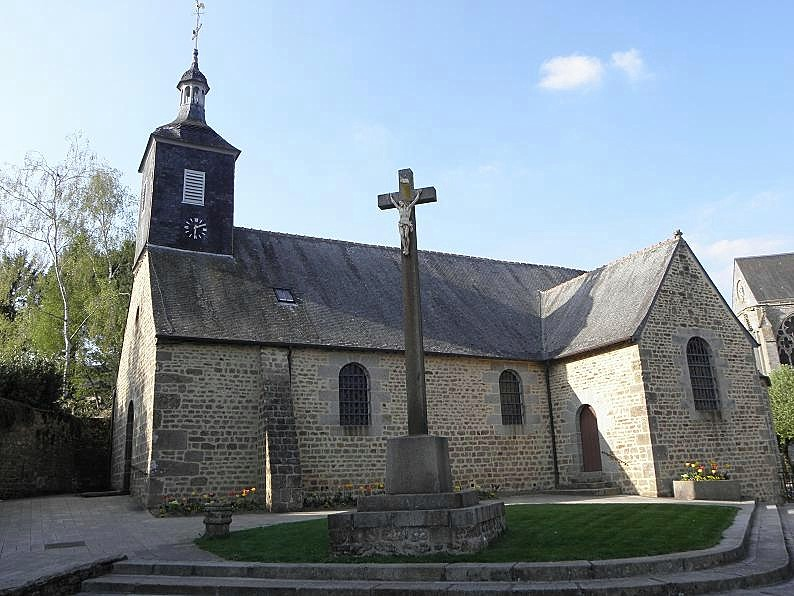
Kirche Saint-Simon-Saint-Jude
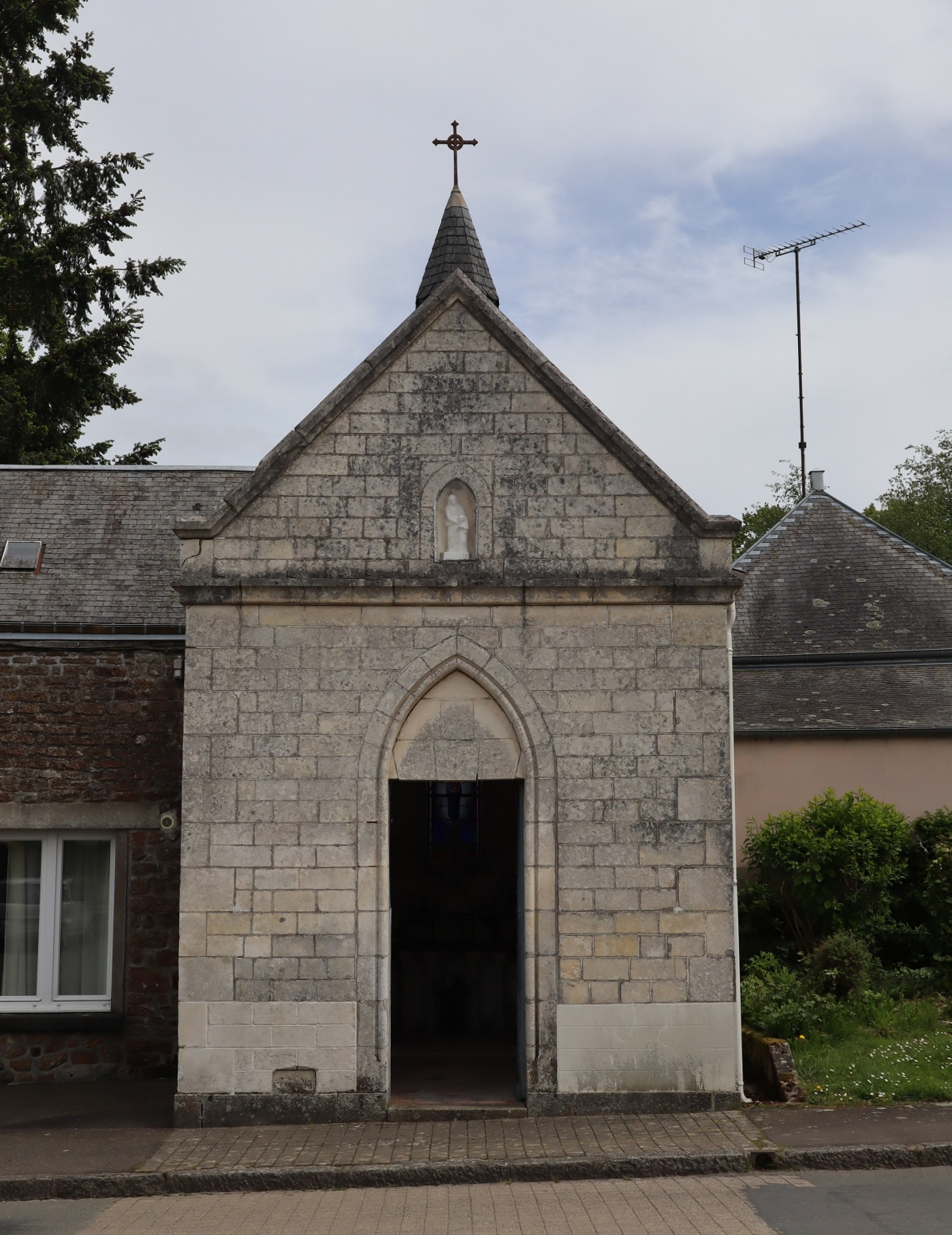
Kapelle Sainte-Anne
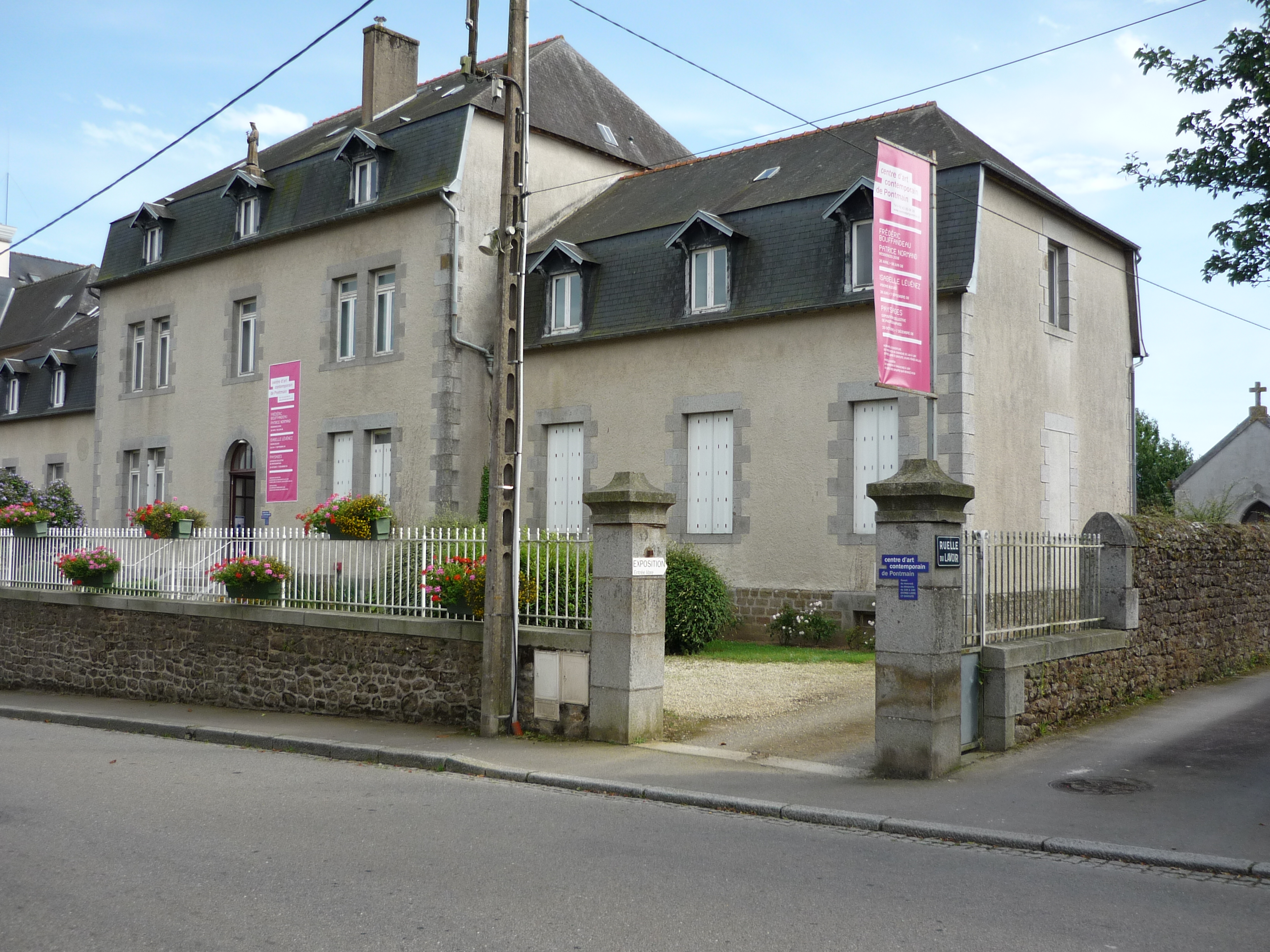
Museum für zeitgenössische Kunst

## Gemeindepartnerschaft
Mit der britischen Gemeinde Harlaxton in Lincolnshire (England) besteht seit 1986 eine Partnerschaft.